# Jaxon Film Corporation
Jaxon Film Corporation foi uma companhia cinematográfica estadunidense da era do cinema mudo que produziu mais de 40 filmes entre 1916 e 1921. Foi especialmente conhecida pela produção de várias séries de comédias, chamadas de “Jaxon Comedies”.

## Histórico
A Jaxon Film Corporation foi criada por Frank A Tichenor, proveniente da Eastern Films, em Jacksonville, Flórida. Foi responsável pela produção de três principais séries de comédias, as Sparkle Comedies, Pokes and Jabs Comedies, e Finn and Haddie Comedies, todas feitas sob os auspícios da Amber Star Comedies. A Vim Comedy Company, que fora fundada por Mark Dintenfass e Louis Burstein, em Jacksonville, Flórida, fora fechada em 1917, e Dintenfass levara o contingente da Vim Company para a Amber Star Comedies, entre eles os comediantes Walter Stull, Bobby Burns, Kate Price e Billy Ruge. Essas comédias foram chamadas de Jaxon Comedies ou Amber Star Comedies.
Posteriormente, Tichenor e a Amber Star Company foram para Providence, em Rhode Island.

## Filmes
Os filmes da Jaxon Film eram distribuídos pela General Film Company. Sua primeira produção foi Week-End Shopping uma Sparkle Comedie com Kate Price e Billy Ruge em 1916. A última Sparkle Comedie produzida foi Smashing the Plot, em 1918. O estúdio então produziu ainda um seriado, A Daughter of Uncle Sam, em 1918, e um último filme, The Rich Slave, em 1920.

## Atores e diretores

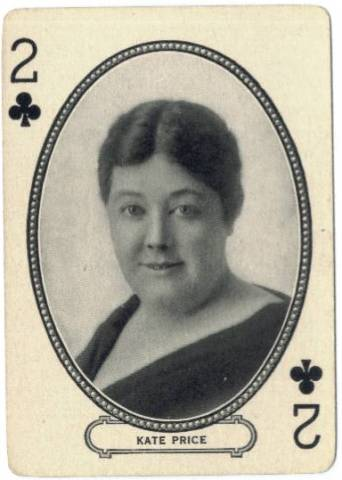
Kate Price, estrela da Jaxon Film Corporation, que atuou nas Sparkle Comedies.

A Jaxon Film contava com estrelas da comédia, tais como Walter Stull e Bobby Burns, que atuavam interpretando os personagens cômicos Pokes e Jabbs, além de Kate Price e Billy Ruge, das Sparkle Comedies, entre outros, e diretores como Willard Louis e Lambert Hillyer.

## Filmografia parcial
- Week-End Shopping (1916) (Sparkle Comedies)
- The Spy (II) (1917) (Sparkle Comedies)
- Ambition (1917) (Sparkle Comedies)
- A Bargain at $37.50 (1917) (Sparkle Comedies)
- Monkey, Maid, Man (1917) (Sparkle Comedies)
- Strife (1917)
- The Inspector's Wife (1918)
- Double Cross (1918) (Sparkle Comedies)
- Smashing the Plot (1918) (Sparkle Comedies)
- A Daughter of Uncle Sam (1918)
- The Rich Slave (1920)[4][5]